# 145th Street Bridge
De 145th Street Bridge is een draaibrug over de Harlem tussen Manhattan in het westen en The Bronx in het oosten. Er rijden dagelijks bijna 28.000 voertuigen over de brug (2012). De laatste tien jaar is dat aantal sterk gedaald; in 2002 reden er namelijk per dag bijna 36.000 auto's over de 145th Street Bridge.

## Geschiedenis
In 1895 werd door de staat New York een wet goedgekeurd, waarin stond dat er een nieuwe brug over de Harlem tussen 145th Street in Manhattan en 149th Street in The Bronx moest komen. De wet luidde als volgt:

De brug moet af zijn binnen twaalf jaar, mag niet meer dan 21 meter en niet minder 18 meter breed zijn, de afstand tussen het water bij springtij en de brug moet zeven meter bedragen, de brug moet twee aaneengesloten delen krijgen, die samen met de centrale pier niet minder dan 75 meter breed mogen zijn en de brug moet twee bevaarbare waterstroken hebben met beide een breedte van minstens 30 meter. De kosten van de brug mogen de $1.250.000 niet overschrijden, inclusief overige kosten die nodig zijn voor schades, het veranderen van de graad en het kopen van de grond.

Nadat de bouw was goedgekeurd door zowel het "Army Corps of Engineers" als de "New York City Board of Estimate", ging het "New York City Parks Departement" de bouw van de 145th Street Bridge onderzoeken tot 1898, toen het pas opgerichte "Department of Bridges" die werkzaamheden overnam. De brug werd uiteindelijk door Alfred P. Boller ontworpen en het ontwerp werd van de Macombs Dam Bridge, die ook door Boller was ontworpen, gekopieerd, maar er werden een paar veranderingen aangebracht. Toen het ontwerp af was, werd duidelijk dat het bedrag van $1.250.000 te weinig was om de brug van te bouwen en als reactie daarop wees de staat New York meer geld toe aan het project. De bouw startte op 19 april 1901 en werd uitgevoerd door "Rodgers, McMullen & McBean". De constructie van de brug werd vertraagd door de aanleg van een metrolijn onder de brug door, met name de IRT White Plains Road Line via de 149th Street Tunnel. De bouw kostte uiteindelijk $1.735.134 en de grond nog eens $1.007.740, waardoor het eindbedrag uitkwam op bijna 2,75 miljoen dollar.
Op 24 augustus 1905 werd de 145th Street Bridge geopend. Van 1934 tot 1972 maakte de brug deel uit van de New York State Route 22 (NY 22). In 1957 werd de brug verlengd, zodat deze ook over de Harlem River Drive zou gaan. In 1990 werd de overspanning over The Bronx vervangen om ruimte te maken voor de Oak Point Link.  In juli 2004 werd door het "New York City Department of Transportation" begonnen met de herbouw van de brug. Onderdelen die werden vervangen waren onder meer de draaiende overspanning, de twee aanloopoverspanningen, de mechanica, de lichten en de railing. Het project was in vier fases opgedeeld en werd in 2006 en 2007 uitgevoerd. Het renovatieproject kostte in totaal $85 miljoen.

## Architectuur

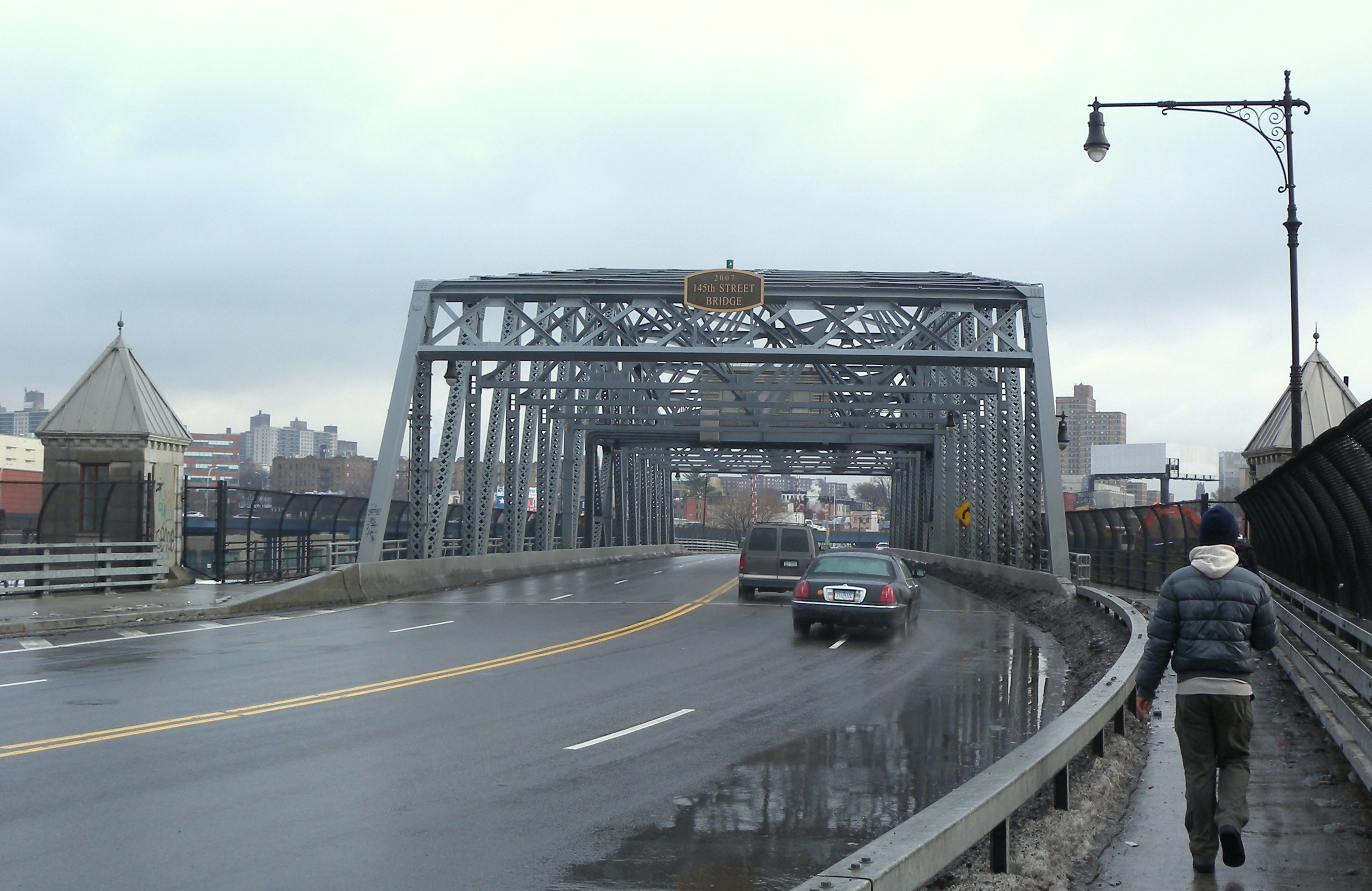
De brug, gezien vanuit Manhattan

De 145th Street Bridge is een draaibrug, die op drie punten wordt ondersteund. De middelste ondersteuning weegt 334 ton en dient tevens als draaitafel van de brug. De mechanica om de brug te laten draaien bevindt zich aan de draaiende overspanning. De 145th Street Bridge bestaat voornamelijk uit staal en gewapend beton. In totaal zit er meer dan 2000 ton staal in de brug verwerkt. De 145th Street Bridge heeft een breedte van 27 meter, waarvan 16,5 meter in beslag wordt genomen door een vierbaansweg (twee richting het oosten en twee richting het westen). Aan weerszijden van die vierbaansweg bevindt zich een voet/fietspad.

## Trivia
- Toen de brug nog regelmatig openging, werd met een slag op een gong aangegeven dat de brug ging draaien.[2]